# Superpuchar Włoch w koszykówce mężczyzn
Superpuchar Włoch w koszykówce mężczyzn (wł. Supercoppa Italiana di Pallacanestro) – cykliczne krajowe rozgrywki sportowe, prowadzone systemem pucharowym, organizowane corocznie (co sezon od 1995) przez Włoską Federację Koszykówki dla włoskich męskich klubów koszykarskich. Obecnie ze względów sponsorskich rozgrywki noszą nazwę Zurich Connect Supercoppa.

## Format
W 2000 superpuchar był organizowany na większą skalę z zespołami z lig Serie A i Serie A2. Rok później wprowadzono format final four, gdzie do rozgrywek przystąpił cztery najlepsze drużyny ligi.
W 2014 do rywalizacji o puchar w formacie final four przystąpiły zespoły mistrza i wicemistrza Włoch oraz zdobywcy i finalisty pucharu kraju. Od tamtej pory turniej jest rozgrywany właśnie w takiej konwencji.

## Historia
W 2013 po przeprowadzeniu śledztwa, dotyczącego przestępstw fiskalnych Włoska Federacja Koszykówki zadecydowała o anulowaniu wszystkich tytułów krajowych klubu Montepaschi Siena z rozgrywek 2011/2012 oraz 2012/2013.

## Finały
| Sezon | Mistrz                           | Wynik  | Wicemistrz                  | Hala                | Miejsce             | MVP                   |
| ----- | -------------------------------- | ------ | --------------------------- | ------------------- | ------------------- | --------------------- |
| 1995  | Buckler Beer Bolonia             | 90–72  | Benetton Treviso            | PalaMalaguti        | Casalecchio di Reno | Orlando Woolridge     |
| 1996  | Riello Mash Verona               | 79–72  | Stefanel Mediolan           | FilaForum           | Assago              | Giacomo Galanda       |
| 1997  | Benetton Treviso                 | 78–58  | Kinder Bolonia              | FilaForum           | Assago              | Denis Marconato       |
| 1998  | Teamsystem Bolonia               | 66–59  | Kinder Bolonia              | PalaMalaguti        | Casalecchio di Reno | Alessandro Abbio      |
| 1999  | Varese Roosters                  | 68–61  | Kinder Bolonia              | PalaIgnis           | Varese              | Andrea Meneghin       |
| 2000  | Aeroporti Virtus Rzym            | 82–78  | Kinder Bolonia              | Palasport Mens Sana | Siena               | Jerome Allen          |
| 2001  | Benetton Treviso                 | 88–71  | Scavolini Pesaro            | PalaFiera           | Genua               | Tyus Edney            |
| 2002  | Benetton Treviso                 | 100–72 | Virtus Bolonia              | PalaFiera           | Genua               | Tyus Edney (2x)       |
| 2003  | Oregon Scientific Cantù          | 85–79  | Benetton Treviso            | PalaVerde           | Treviso             | Nate Johnson          |
| 2004  | Montepaschi Siena                | 85–77  | Benetton Treviso            | Palasport Mens Sana | Siena               | David Vanterpool      |
| 2005  | Climamio Bolonia                 | 84–75  | Benetton Treviso            | PalaDozza           | Bolonia             | Marco Belinelli       |
| 2006  | Benetton Treviso                 | 76–73  | Eldo Neapol                 | PalaVerde           | Treviso             | Marcus Goree          |
| 2007  | Montepaschi Siena                | 96–50  | Benetton Treviso            | Palasport Mens Sana | Siena               | Shaun Stonerook       |
| 2008  | Montepaschi Siena                | 108–72 | Air Avellino                | Palasport Mens Sana | Siena               | Terrell McIntyre      |
| 2009  | Montepaschi Siena                | 87–65  | Canadian Solar Bolonia      | Palasport Mens Sana | Siena               | Romain Sato           |
| 2010  | Montepaschi Siena                | 82–64  | Canadian Solar Bolonia      | Palasport Mens Sana | Siena               | Bo McCalebb           |
| 2011  | Montepaschi Siena                | 73–70  | Bennet Cantù                | Palasport Mens Sana | Siena               | Krzysztof Ławrynowicz |
| 2012  | Lenovo Cantù                     | 80–73  | Montepaschi Siena           | PalaFiera           | Forlì               | Manuczar Markoiszwili |
| 2013  | Montepaschi Siena (unieważniony) | 81–66  | Cimberio Varese             | Palasport Mens Sana | Siena               | Daniel Hackett        |
| 2014  | Banco di Sardegna Sassari        | 96–88  | EA7 Emporio Armani Mediolan | PalaSerradimigni    | Sassari             | Jerome Dyson          |
| 2015  | Grissin Bon Reggio Emilia        | 80–68  | EA7 Emporio Armani Mediolan | PalaRuffini         | Turyn               | Amedeo Della Valle    |
| 2016  | EA7 Emporio Armani Mediolan      | 90–72  | Sidigas Avellino            | Mediolanum Forum    | Assago              | Krunoslav Simon       |
| 2017  | EA7 Emporio Armani Mediolan      | 82–77  | Umana Reyer Wenecja         | Unieuro Arena       | Forlì               | Jordan Theodore       |
| 2018  | AX Armani Exchange Mediolan      | 82–71  | Fiat Torino                 | PalaLeonessa        | Brescia             | Vladimir Micov        |
| 2019  | Banco di Sardegna Sassari        | 83–80  | Umana Reyer Wenecja         | PalaFlorio          | Bari                | Curtis Jerrells       |

## Finaliści według klubu
| M.  | Klub              | Zwycięzcy | Przegrani | Mistrzowskie lata                                       |
| --- | ----------------- | --------- | --------- | ------------------------------------------------------- |
| 1.  | Mens Sana 1871    | 6         | 1         | 2004, 2007, 2008, 2009, 2010, 2011, 2013 (unieważniony) |
| 2.  | Treviso           | 4         | 5         | 1997, 2001, 2002, 2006                                  |
| 3.  | Olimpia Mediolan  | 3         | 3         | 2016, 2017, 2018                                        |
| 4.  | Cantù             | 2         | 1         | 2003, 2012                                              |
| 5.  | Fortitudo Bolonia | 2         | 0         | 1998, 2005                                              |
| 6.  | Dinamo Sassari    | 2         | 0         | 2014, 2019                                              |
| 7.  | Virtus Bolonia    | 1         | 7         | 1995                                                    |
| 8.  | Varese            | 1         | 1         | 1999                                                    |
| 9.  | Scaligera Verona  | 1         | 0         | 1996                                                    |
| 10. | Virtus Rzym       | 1         | 0         | 2000                                                    |
| 11. | Reggiana          | 1         | 0         | 2015                                                    |
| 12. | Felice Scandone   | 0         | 2         |                                                         |
| 13. | Reyer Wenecja     | 0         | 2         |                                                         |
| 14. | Torino            | 0         | 1         |                                                         |
| 15. | Victoria Libertas | 0         | 1         |                                                         |
| 16. | Basket Neapol     | 0         | 1         |                                                         |